# دی. آر. هورتون
دی. آر. هورتون (انگلیسی: D. R. Horton) شرکت ساخت‌وساز آمریکایی است، که در سال ۱۹۷۸ تأسیس شد.